# Heteroporus zonatus
Heteroporus zonatus är en svampart som beskrevs av Corner 1987. Heteroporus zonatus ingår i släktet Heteroporus och familjen Meruliaceae.   Inga underarter finns listade i Catalogue of Life.